# Governatori della Rhodesia Settentrionale
I Governatori della Rhodesia Settentrionale dal 1924 al 1959 furono i seguenti.

## Lista
| Governatore           | Dal              | Al               |
| --------------------- | ---------------- | ---------------- |
| Herbert Stanley       | 1º aprile 1924   | giugno 1927      |
| James Maxwell         | giugno 1927      | 27 ottobre 1932  |
| Ronald Storrs         | 27 ottobre 1932  | 19 febbraio 1934 |
| Hubert Winthrop Young | 19 febbraio 1934 | 5 maggio 1938    |
| John Maybin           | 5 maggio 1938    | 9 aprile 1941    |
| John Waddington       | 30 maggio 1941   | 16 dicembre 1947 |
| Gilbert Rennie        | 16 dicembre 1947 | 1º aprile 1954   |
| Arthur Benson         | 1º maggio 1954   | 23 aprile 1959   |
| Evelyn Dennison Hone  | 23 aprile 1959   | 24 ottobre 1964  |